# Уиндсърфинг
Уиндсърфингът (на английски: windsurfing, в превод „пързаляне с вятър“) е индивидуален воден спорт. В уиндсърфа има следните основни дисциплини – уейв (за вълни), фристайл и рейсови дисциплини – слалом, формула и RSX. Занимаващите се с този спорт се наричат уиндсърфисти. Най-легендарният уиндсърф състезател в света с 23 шампионски титли е американецът Роби Неш. Екипировката, с която се практикува уиндсърфинга се състои от дъска и платно. Дъската има палуба, ляв и десен борд, нос и кърма (задна част) в зависимост от предназначението дъските имат различни качества и конструкция. Изработват се чрез ламинатни технологии от комбинация от материали като карбон, кевлар, дърво, фибро стъкло, които се поставят на „листове“ (леаъри) върху лека сърцевина посредством вакуумни технологии. За начинаещите се използват големи дъски за по-голяма стабилност, при големите дъски за леснота на управлението на дъската се използва шверт. Платната се изработени от здрави и леки материали, също подсилени с карбонови нишки. Условно са с триъгълна форма, като по дължината на най-дългата страна има джоб, в който се поставя мачта. Мачтата с платното се закрепва към дъската чрез въртящ се шарнир и уиндсърфистът може с ръце да регулира ъгъла между вятъра и платното, както и да обръща посоката (поворот). Най-подходящи за уиндсърфинга са страничните ветрове (халфвинд), но може да се управлява и при много остър ъгъл спрямо вятъра (бейдевинд). Страничният вятър отзад се нарича курс бакщаг. Уиндсърфът е най-неустойчив при вятър в гърба – фордевинд. Вж. курс.
За запазване на телесната топлина уиндсърфистите носят неопренов костюм, разговорно наричан „неопрен“ по името на материала. Костюмът ги предпазва от схващания породени от студената вода. Неопренът се използва и за други водни спортове като гмуркане с акваланг, сърфинг и триатлон.
Уиндсърфингът е възможен на вятър от 7 – 50 възела. Идеалните условия са на вятър от 20 – 35 възела. Това е най-бързият платноходен съд. Рекордът за скорост принадлежи на французина Антоан Албо, който през 2008 година на отсечка с дължина 500 м постига средна скорост от 49,09 възела или 90,91 км/час.
Уиндсърфингът е олимпийски спорт.
Разликата между уиндсърфинга и сърфинга е, че за сърфинга не е нужно платно, а сърфистите използват само дъска, наречена сърф, с която се пускат по вълните.